# ماهیچه تنسور فاسیا لاتا
ماهیچه کِشنده نیام پهن یا ماهیچهٔ تنسور فاسیا لاتا (Tensor fasciae latae muscle) یکی از ماهیچه‌های ناحیه پیشین ران است. کارکرد آن خم کردن ران و چرخاندن ران به سمت داخل است. این ماهیچه کِشنده نوار درشت‌نئی نیام پهن است و در تثبیت مفصل زانو و ران نقش دارد.
خاستگاه ماهیچه کشنده نیام پهن، ستیغ تهیگاهی (ایلیاک کرست) و پیوندگاه آن مسیر تهیگاهی‌درشت‌نئی (ایلیوتیبیال) نیام پهن است.
ماهیچه کشنده نیام پهن از بخش پیشین لبه بیرونی ستیغ تهیگاهی منشأ گرفته بین ماهیچه‌های سرینی متوسط و خیاطه (سارتوریوس) سطح عمقی نیام پهن (فاسیا لاتا) را تشکیل می‌دهد.
نیام پهن همان نیام (فاسیای) عمقی ران است. این نیام در خارج ران از استخوان لگن تا مفصل زانو ضخیم شده و به آن نوار تهیگاهی‌درشت‌نئی گویند که ماهیچه کشنده نیام بین دو لایه این نوار در قسمت بالا قرار می‌گیرد.
عصب‌گیری آن از عصب سرینی بالایی (عصب گلوتئال فوقانی) است.